# Get Down (chanson de Nas)
Pour les articles homonymes, voir Get Down.
Singles de Nas
I Can Thief's Theme
Pistes de God's Son
The Cross
Get Down est une chanson de Nas, tirée de l'album God's Son. Ce titre, produit par Salaam Remi et Nas, a été publié en single le 8 juillet 2003.

## Samples
Il contient les samples de The Payback, de Funky Drummer et de The Boss de James Brown, et de Rock Creek Park des Blackbyrds.

## Classement
Il s'est classé 76e au Hot R&B/Hip-Hop Songs.